# Мухина, Елена Владимировна
Елена Владимировна Мухина (1924—1991) — ленинградская школьница, автор «Блокадного дневника Лены Мухиной», который она вела в течение года с мая 1941 года по май 1942 года, после чего отправилась в эвакуацию, оставив дневник в осаждённом Ленинграде. Сам дневник был издан уже после её смерти.

## Биография
Елена Мухина родилась в Уфе в семье Владимира и Марии Мухиных.
В начале 1930-х годов Елена вместе с матерью переехали в Ленинград, где Мария заболела и умерла. Елену удочерила её тётя по материнской линии Елена Бернацкая, работавшая в то время балериной в Ленинградском малом оперном театре. Они жили в доме № 26 по Загородному проспекту, Бернацкую Елена в конечном итоге стала называть матерью. Вследствие падения с лошади (она увлекалась конным спортом), Бернацкая была вынуждена сменить профессию и работать художником в макетной мастерской того же театра.
К началу Великой Отечественной войны Елена училась в школе № 30, в июне 1941-го окончила восьмой класс. 22 мая 1941 года она начала вести дневник, используя под него записную книжку тёти. С началом Великой Отечественной войны записи в дневнике носили бодрый характер, но в дальнейшем, особенно в связи с блокадой Ленинграда, их характер изменился. В них откровенно и детально описывалась жизнь в осаждённом городе: обстрелы и бомбёжки, крохотные пайки хлеба, холодец из столярного клея, смерть близких людей. 7 февраля 1942 года скончалась Бернацкая.

8/II

Вчера утром умерла мама. Я осталась одна.
Последняя запись в дневнике датирована 25 мая 1942 года:

Сегодня уже 25 мая. На днях я уеду. Сегодня идет первый эшелон. Киса сказала, что не исключена возможность, что я уеду завтра или послезавтра. Но я настолько уже ослабла, что мне все безразлично. Мозг мой уже ни на что не реагирует, я живу как в полусне. С каждым днем я слабею все больше и больше, остатки моих сил с каждым часом иссякают. Полное отсутствие энергии. Даже весть о скором отъезде не производит на меня никакого впечатления. Честное слово, прямо смешно, ведь я не какой-нибудь инвалид, не старик или старуха, ведь я молодая девушка, у которой все впереди. Ведь я счастливая, ведь я скоро уеду. А между тем посмотрю на себя, на что я стала похожа. Безразличный, тоскливый взгляд, походка как у инвалида 3-й степени, едва ковыляю, трудно на 3 ступеньки подняться. И это все нё выдумка и не преувеличение, я сама себя не узнаю. Прямо смех сквозь слезы. Раньше бывало, ну месяц тому назад, я днем остро чувствовала голод и у меня развивалась энергия, чтобы добыть что-нибудь поесть. Из-за лишнего куска хлеба там ещё чего-нибудь съестного я готова была идти хоть на край света, а сейчас я почти не чувствую голода, я вообще ничего не чувствую. Я уже привыкла, но почему я с каждым днем все слабею и слабею. Неужели же человек не может жить на одном хлебе. Странно.
В начале июня 1942 года в истощённом состоянии Лена Мухина была эвакуирована в город Горький. Поступила в фабрично-заводское училище, училась на мукомола. Осенью 1945 года вернулась в Ленинград, поступила в Ленинградское художественно-промышленное училище. В 1948 году, после получения профессии мастера мозаичных работ, была направлена мозаичником в СУ-4 Треста «Ленотделгражданстрой». В январе 1949 года устроилась работать на Ленинградскую зеркальную фабрику, где создавала по своим эскизам зеркала. После сокращения попыталась продолжить учёбу, но в силу того, что жилья в Ленинграде она лишилась, снять квартиру не могла из-за отсутствия средств, а мест в общежитиях не было, она по направлению Главного управления мукомольной промышленности Министерства заготовок СССР уехала в Ярославль, а оттуда в город Щербаков. Однако в марте 1950 года завербовалась на строительство Южно-Кузбасской ГРЭС. Работала чернорабочей, потом художником-оформителем. В 1952 году, после окончания срока трудового договора, переехала к родственникам в Москву. 15 лет работала на Кунцевском механическом заводе в основном маркировщицей, потом на Кунцевской фабрике художественной галантереи художницей-копировщицей по росписи тканей, а затем надомницей на фабрике им. Советской Армии. На пенсию вышла по состоянию здоровья.
Скончалась в Москве 5 августа 1991 года.

## Дневник
Отправляясь в эвакуацию, Елена оставила дневник в Ленинграде.
В 1962 году дневник попал в Ленинградский партийный архив (теперь Центральный государственный архив историко-политических документов Санкт-Петербурга).
В 2011 году дневник был подготовлен к изданию сотрудниками Санкт-Петербургского института истории РАН (вступительная статья С. В. Ярова) и выпущен в издательстве Азбука. Благодаря фамилиям, упоминаемым в дневнике, издателям удалось воссоздать биографию Лены Мухиной и найти её родственников, проживающих в Москве.
Дневник Лены Мухиной хранится в Центральном государственном архиве историко-политических документов Санкт-Петербурга (Ф. 4000. Оп. 11. Д. 72).